# 白柳誠一
白柳誠一（日语：白柳誠一；1928年6月17日—2009年12月30日）是天主教日本籍司鐸級樞機及東京總教區榮休總主教。

## 生平
白柳誠一於1928年6月17日在日本東京都八王子市出生。他於1954年12月21日晉鐸。他於1966年5月8日晉牧，教宗保祿六世將他任命為東京總教區輔理主教。他於1969年任東京總教區助理總主教。由於土井辰雄樞機於1970年2月21日去世，因此白柳誠一接替成為東京總教區正權總主教。教宗若望·保祿二世於1994年11月26日冊封為司鐸級樞機。他於2000年2月17日榮休，總主教一職由岡田武夫出任。他於2009年12月30日去世。
他亦是世界宗教者和平會議日本委員会及日本宗教聯盟理事長。除了出任宗教和平團體的職務以外，他亦是SkyPerfect電視頻道及精神文化映像社株式會社的最高顧問。

## 學歷
他於1951年上智大学哲学科畢業，1954年上智大学神学科修業，晉司鐸職。他於1960年羅馬宗座傳信大學畢業，並取得教会法法学博士資格。

## 晉鐸後簡歷
他於1966年成為東京總教區辅理主教，1969年成為東京總教區助理總主教，1970年成為東京總教區總主教。他於1994年成為司鐸級樞機。

## 外部連結
- カトリック中央協議会 （页面存档备份，存于）
- カトリック新聞社サイト 拉致――高まる不信の中でキリスト者の視座を問う （页面存档备份，存于）
- 株式会社　精神文化映像社